# Jake Bidwell
Pour les articles homonymes, voir Bidwell.
Jake Brian Bidwell , né le 21 mars 1993 à Southport, est un footballeur anglais qui évolue au poste de défenseur à Coventry City.

## Carrière en club
Formé à Everton, il joue un match en Ligue Europa avec ce club.
Le 1er juillet 2016, il rejoint Queens Park Rangers. Le 2 juillet 2019, Bidwell s'engage avec Swansea City.
Le 17 janvier 2022, il rejoint Coventry City.